# Kirchdorf (Aurich)
Kirchdorf ist ein Stadtteil der Stadt Aurich in Ostfriesland. 

## Geografie
Der Ort liegt im Süden der Stadt und grenzt an die Gemeinde Ihlow, dort an den Ortsteil Ludwigsdorf. Im Westen liegen die Auricher Stadtteile Rahe und Haxtum, im Nordosten Popens und im Osten Schirum. Die nördliche Begrenzung bildet der Ems-Jade-Kanal, der Kirchdorf von der Auricher Kernstadt trennt. Während die Kernstadt nördlich des Kanals dicht besiedelt ist, gibt es im südlich davon gelegenen Kirchdorf nur kleinere Ortskerne, ansonsten Streusiedlungen. Neben dem Ort Kirchdorf sind dies Middelburg, Kirchdorferfeld und Westerfeld.

## Geschichte
Die erste urkundliche Erwähnung könnte in den Werdener Urbaren liegen. Im 10. Jahrhundert wird dort „in Kiricthorpe“ erwähnt. Denkbar ist jedoch auch, dass es sich um ein anderes Kirchdorf in Ostfriesland handelt, wiewohl kein Ort in Ostfriesland diesen Namen trägt. Kirchdorf gehört zu den sogenannten „Negen Loogen“ (hochdt.: neun Dörfer), die rund um die später entstandene Auricher Kernstadt lagen. Dabei handelt es sich um Extum, Haxtum, Walle, Sandhorst, Wallinghausen, Egels, Popens und – als Sitz der Kirche – eben Kirchdorf. Erst mit dem Bau der ersten Auricher Lambertikirche um das Jahr 1200 verlor Kirchdorf seine religiöse Funktion und musste diese an den neu gegründeten Ort Aurich abgeben. Von der mittelalterlichen Kirche sind keine aufgehenden Reste mehr erhalten.
Die Siedlung Kirchdorferfeld wurde 1798 gegründet und hieß zunächst – in Anlehnung an die ärmlichen Häuser – Kükenhütten. Daran erinnert noch der Straßenname Kükenhüttenweg. Westerfeld wird auf ungefähr die gleiche Zeit datiert, die Siedlung wurde erstmals in einer 1804 erschienenen Karte namentlich aufgeführt. Im Jahre 1965, noch sieben Jahre vor der niedersächsischen Gebietsreform, schlossen sich die vier damals selbstständigen Gemeinden Extum, Haxtum, Rahe und Kirchdorf zur Samtgemeinde Upstalsboom zusammen. Diese hatte sieben Jahre Bestand, danach wurden die genannten Ortsteile am 1. Juli 1972 in die Stadt Aurich eingemeindet.
Der Stadtteil ist teilweise von Wallheckenlandschaften geprägt. Verkehrlich angebunden wird er durch die Kreisstraße 11 von der Auricher Innenstadt über Kirchdorf, Ihlowerfehn und Simonswolde zur Anschlussstelle Riepe an der Bundesautobahn 31.

## Politik

### Ortsrat

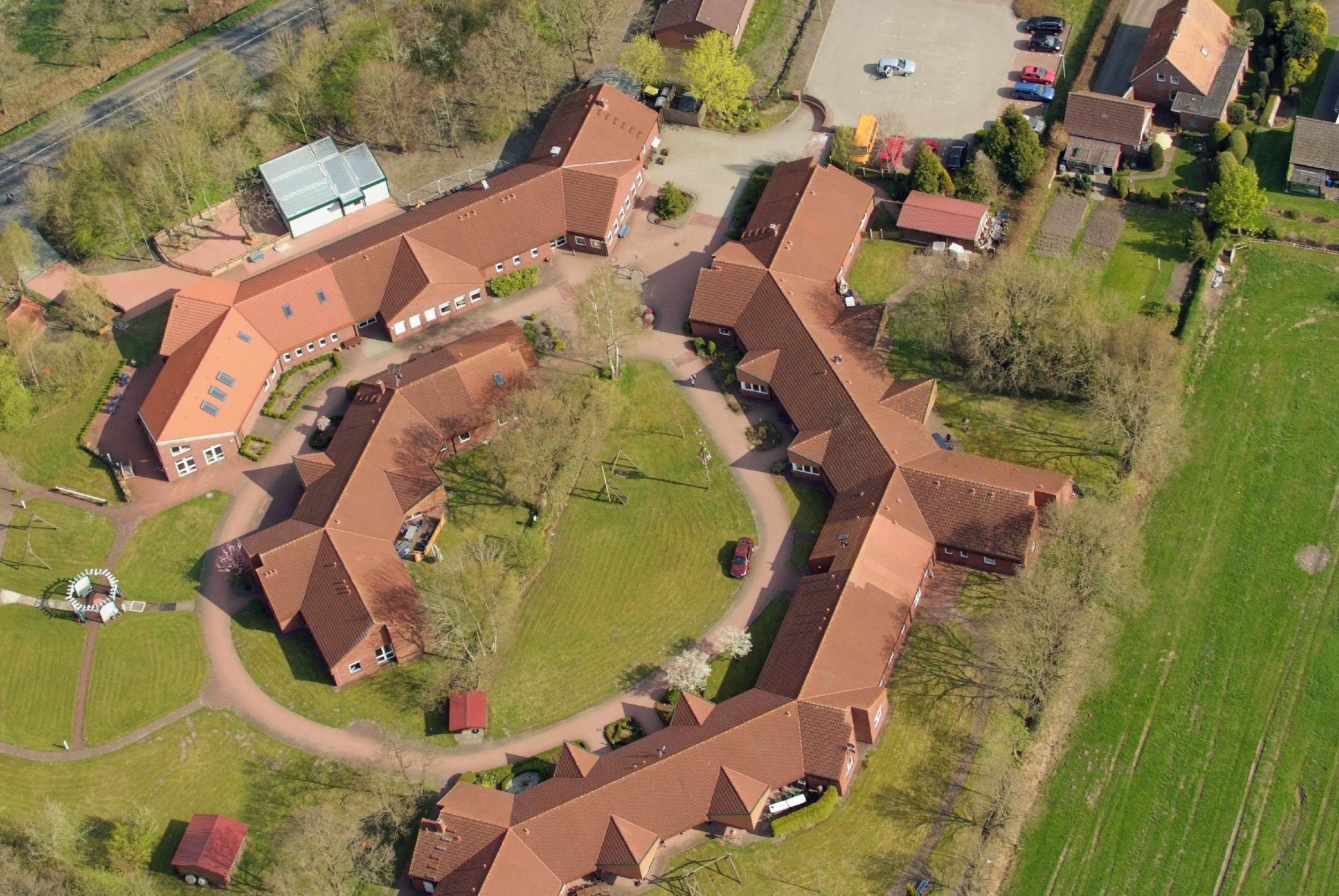
„Lüttje Dörp“ (Einrichtung für Menschen mit Behinderungen) in Kirchdorf

Der Ortsrat, der die Auricher Ortsteile Extum, Haxtum, Kirchdorf und Rahe gemeinsam vertritt, setzt sich aus sieben Mitgliedern zusammen. Die Ratsmitglieder werden durch eine Kommunalwahl für jeweils fünf Jahre gewählt. Die aktuelle Amtszeit begann am 1. November 2021 und endet am 31. Oktober 2026.
Bei der Kommunalwahl 2021 ergab sich folgende Sitzverteilung:
| Ortsrat 2021Insgesamt 7 Sitze - SPD: 4 - GAP: 1 - AWG: 1 - CDU: 1 |

### Ortsbürgermeisterin
Ortsbürgermeisterin ist Antje Harms (SPD).